# カリブ (アルバム)
『カリブ』 (Caribou ) は、1974年に発表されたエルトン・ジョンのアルバム。

## 解説
タイトルは、本作がアメリカ・コロラド州ボルダー郡にある、ザ・ビーチ・ボーイズやシカゴが使用していたカリブー・ランチというスタジオで作られたことに由来。タイトルは当初、「Pink Eyes Back」の予定だったが、フランク・シナトラの「Blue Eyes Back」と紛らわしいとして変更された。僅か一週間で録音され、仕上がりは荒いものの、ホーンの多用など迫力のあるアルバムに仕上がっている。
ビーチ・ボーイズのメンバーがコーラスとして参加した「僕の瞳に小さな太陽」は、後年ジョージ・マイケルとのデュエット盤がヒットしている。エルトンは、この楽曲を歌いこなすことができたことで「歌い手」としての自信を得たという。
「あばずれさんのお帰り」という凄まじいタイトルの曲はティナ・ターナーが気に入り、カバーしたことがある。後にエルトンとこの曲でライブにてデュエットしている。
「ソラー・プレステッジ・ア・ガモン」はタイトル、歌詞ともに意味不明である。作詞家バーニー曰く、意味の分からない歌詞が多いと以前から言われていたので全くナンセンスな歌詞を書いたとのこと。
「ティッキング（母さんの言葉）」はキリスト教的価値観と、現実との皮肉をドラマのように綴った歌詞。
リマスター盤CD発売の際にオリジナル・アルバムには収録されていなかった4曲が追加された。「ピンボールの魔術師」はケン・ラッセルが監督を務めた映画『トミー』（1975年）のオリジナル・サウンドトラック・アルバムからシングルとしてリリースされ、全英シングルチャートで7位に達した。エルトンは、ピンボール・チャンピオンの役で映画に出演して、数メートルあるブーツを履いてピンボールしながら熱唱するけばけばしいチャンピオンを演じた。彼は『トミー』に出演する約一年前、ロッド・スチュワートに、この曲を歌うオファーが来たら受けるかどうか尋ねられて、「そんなのまっぴらだ」と回答したという。しかし映画のピンボール・チャンピオン役の依頼がスチュワートにではなく彼に来ると、前言を翻して引き受けてしまった。

## 収録曲
1. あばずれさんのお帰り - The Bitch Is Back
2. ピンキー - Pinky
3. グリムズビー（美しき故郷） - Grimsby
4. ディキシー・リリー（ショーボートが川を行く） - Dixie Lily
5. ソラー・プレステッジ・ア・ガモン（ぎらぎら太陽マークの特上ハム） - Solar Prestige a Gammon
6. ニューヨークの尻軽女 - You're So Static
7. 空飛ぶ円盤 - I've Seen the Saucers
8. スティンカー（虫けらのような男） - Stinker
9. 僕の瞳に小さな太陽 - Don't Let the Sun Go Down on Me
10. ティッキング（母さんの言葉） - Ticking

### ボーナストラック
1. ピンボールの魔術師 - Pinball Wizard
2. シック・シティ - Sick City
3. コールド・ハイウェイ - Cold Highway
4. ステップ・イントゥ・クリスマス（旧題：ロックン・ロールで大騒ぎ） - Step into Christmas

- 作詞　バーニー・トーピン
- 作曲　エルトン・ジョン

「ピンボールの魔術師」のみピート・タウンゼント作。

## アルバム参加ミュージシャン
- エルトン・ジョン - Vocal, Piano
- デイビー・ジョンストン - Electric Guitar：1,3,4,6〜9曲目, Acoustic Guitar：2,5,9曲目, Mandolin：4曲目, Backing Vocal：2,3,7曲目
- ディー・マレイ - Bass：1〜9曲目, Phased Pignose Bass：1曲目, Backing Vocal：2,3,7曲目
- ナイジェル・オルソン - Drums：1〜9曲目, Backing Vocal：2,3,7曲目
- レイ・クーパー - Tambourine：1,3,4,6〜9曲目, Conga：2,7曲目, Whistle：4曲目, Vibes：5,7曲目, Snare：6曲目, Castanet：6曲目, Watergong：7曲目, Bell：9曲目

- ガス・ダッジョン - Tambourine：7曲目
- デヴィッド・ヘンツェル - A.R.P.Synthesizer：2,5,10曲目, Mellotron：9曲目
- チェスター・トンプソン(Chester Thompson) - Organ：8曲目
- デル・ニューマン - Horn Arrangement：9曲目
- タワー・オブ・パワー・ホーン・セクション(Tower Of Power Horn Section) - Brass：6,8曲目
  - レニー・ピケット(Lenny Pickett) - Tenor Sax Solo：1,4曲目, Clarinet：5曲目, Soprano Sax：5曲目
  - ステファン・クプカ(Stephan Kupka) - Baritone Sax
  - エミリオ・カスティロ(Emilio Castillo) - Tenor Sax
  - ミック・ジレット(Mic Gilette) - Trumpet, Trombone
  - グレッグ・アダムス(Greg Adams) - Trumpet, Horn Arrangement
- Backing Vocal
  - クライディ・キング(Clydie King)：1,6曲目
  - シャーリー・マシューズ(Sherlie Matthews)、ジェシー・モア・スミス(Jessie Mae Smith)、ダスティー・スプリングフィールド(Dusty Springfield)：1曲目
  - カール・ウィルソン(Carl Willson)、トニー・テニール(Toni Tennille)、ビリー・ヒンシ(Billy Hinsche)：9曲目
  - ブルース・ジョンストン(Bruce Johnston) - Vocal Arrangement, Backing Vocal：9曲目

## 製作
- ガス・ダッジョン - Producer
- クライヴ・フランクス - Engineer
- デヴィッド・ヘンツェル - Engineer